# Bale Bale
Bale Bale is een bestuurslaag in het regentschap Nias Selatan van de provincie Noord-Sumatra, Indonesië. Bale Bale telt 559 inwoners (volkstelling 2010).